# Lorillard

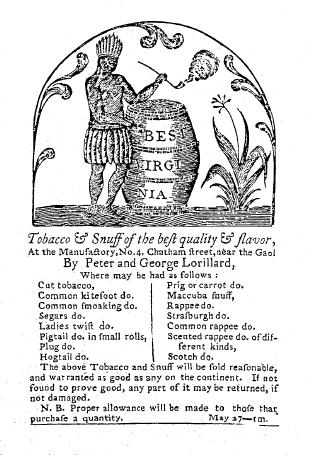
1789, Tobacco & Snuff of the best quality & flavor

Lorillard Tobacco Company est une ancienne entreprise américaine spécialisée dans la fabrication et la vente de tabac. Fondée en 1760 par Pierre Abraham Lorillard, elle était, avant son rachat en 2015, la plus ancienne société américaine encore active et la troisième entreprise de tabac de ce pays pour le marché de la cigarette sous les marques Newport, Maverick, Old Gold, Kent, True, Satin, et Max. En 2001, Newport (cigarette au menthol la plus vendue aux États-Unis) était le numéro deux des ventes de cigarettes aux États-Unis, avec une part de marché de 7,8 %.
L’enseigne de l’entreprise présente depuis 1789 un Amérindien, appuyé sur un tonneau de tabac et fumant la pipe.
Le 12 juin 2015, Lorillard est racheté par Reynolds American et Imperial Tobacco pour 27,4 milliards de dollars.

## Histoire
L'entreprise porte le nom de Pierre Abraham Lorillard, qui a fondé la compagnie en 1760.
En 1899, l'American Tobacco Company, du New Jersey a organisé une société appelée Continantal Tobacco Company, qui a pris une participation majoritaire dans de nombreuses petites compagnies de tabac. En 1906 l'American Tobacco Company fut reconnue coupable de violations de la loi antitrust, et fut forcée à se diviser en trois compagnies distinctes: l'American Tobacco Company, Ligget and Myers, et la P. Lorillard Company.
En 1910, James Buchanan Duke contrôle la P. Lorillard et l'Américan Tobacco Company. En 1911, la Cour suprême des États-Unis accuse l'American Tobacco Company d’entrave à la liberté du commerce, et a publié un décret de dissolution de la Société américaine du tabac, qui permet à P. Lorillard de redevenir une société indépendante.
La même année, ils acquièrent la marque de cigarettes Murad (en).
En 1925, Lorillard opère une grande transition avec Benjamin Lloyd Beld, qui était son président. Dans la compagnie depuis 1911, Beld a pris des décisions qui ont permis à l’entreprise de rester rentable.
En 1967, la Loews Corporation achète la Lorillard Tobacco.

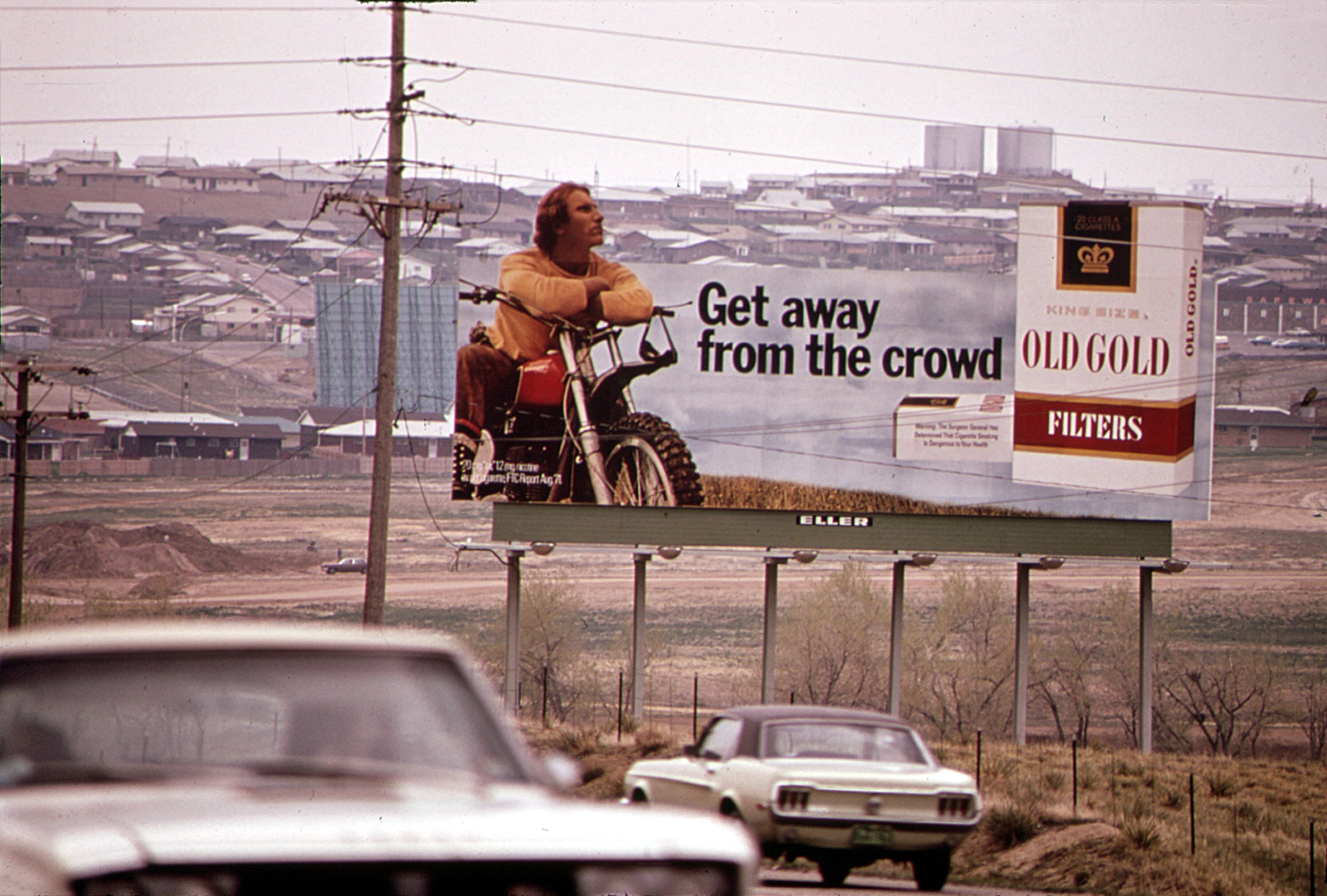
Publicité pour la marque Old Gold, Denver, 1972

En 1997, l'entreprise siège à Greensboro et a été l'une des quatre entités ayant engagé des négociations conduisant en 1998 à un accord de règlement entre les «Big Tobacco» (géants du tabac) et 46 États américains.
En 2002, Loews a créé une holding, qu’il contrôlera jusqu’au 10 mai 2006.
En 2008, Lorillard Tobacco a conclu un accord de séparation avec sa société mère Loews, et est devenue une société indépendante cotée en bourse.
Afin de se conformer aux règlements de la FDA, Lorillard avait jusqu'au 22 juin 2010 pour renommer les produits du tabac commercialisés en tant que "Lights", "Ultra-Light", "Medium", "mild", "Full Flavor" ou des appellations semblables afin de démentir la fausse impression que certains produits du tabac seraient relativement sûrs.
En décembre 2010, un jury de Boston a rendu un verdict condamnant à une amende de 151 millions de dollars la Lorillard Tobacco Company pour avoir donné des échantillons gratuits de cigarettes aux enfants dans les milieux urbains. Le demandeur, Marie Evans, avait neuf ans quand elle a reçu ces échantillons. Elle est morte d'un cancer du poumon avant le procès.
En mai 2014, Reynolds American est en négociation pour fusionner avec Lorillard. En juillet 2014, Reynolds acquiert finalement Lorillard pour 25 milliards de dollars. Au même moment, Reynolds et Lorillard pour faire accepter cette acquisition aux autorités de la concurrence, vendent les marques Salem, Winston, KOOL, Maverick et la marque de cigarette électronique blu à Imperial Tobacco pour 7,1 milliards de dollars. British American Tobacco investit 4,7 milliards de dollars dans la nouvelle entité pour garder le niveau de participation à 42 % dans Reynolds American.